# Itylos pelorias
Itylos pelorias är en fjärilsart som beskrevs av Gustav Weymer 1890. Itylos pelorias ingår i släktet Itylos och familjen juvelvingar. Inga underarter finns listade i Catalogue of Life.